# Вязовая (Лельчицкий район)
Вязовая (бел. Вязавая) — деревня в Лельчицком районе Гомельской области Беларуси. В составе Стодоличского сельсовета.

## География

### Расположение
В 21 км на юго-восток от Лельчиц, в 62 км от железнодорожной станции Ельск (на линии Калинковичи — Овруч), в 182 км от Гомеля. По данным призивного листа в 1941 года из деревни  Вязово призвались на фронт 21 человек. Первое упоминание деревни идёт в 19 веке.В Лельчицком районе в 1934 году был создан первый колхоз "17 лет Октября"  в состав колхоза входила деревня Мехач,Запесочное Вязово, Усов. Центр колхоза был в деревне Вязово,  после военное время  деревню стали называть Вязовая,  было построена начальная школа и клуб, в 69 дворах проживало  260 человек. Из 21 призванного на фронт мужчин вернулся в деревню Мокренчук Левон награждён орденом Красной Звезлы. Волосюк Михаил Адамович инвалид войны 2й групы, награждён орденом за освобождение Германии, умер в 1978 г.похоронен в д.Лученки Овруцкого района.Мирончук Павел Данилович имел награды умер в 2000 году. Остальные мужчины  погибли в боях за Родину.  Из расказа родителей  в 1943 году деревня была полностью соженна фашистами, убито 7 человек, остальные жители скрылись  пережили гонения в лесах.В Советское время деревня была социально экономически развита было ежедневно автомобильное сообщение с райцентом.и г. Мозир работал магазин школа и клуб, построена асфалтная дорога. С приходом в1990 годах демократии и свободы рыночных отношений  деревня стала приходить в  экономический упадок и  вымирающий деревней.Из деревни вышло в свет много замечательный людей,1 Кротов Иван Николаевич ведущий инжинер автомобильного автопарка г.Минска. .2.Волосюк Василий Михайловыч первый получил высшее образование  окончил Минский институт культуры  работал на разных государственных дрлжностях, 25 лет плстоянно избирался депутатом разных уровнях страны ,3.Кондратюк Сергей Сергеевич ведущий беларуский оперный певец пел арию оперы Бородино  "Кнчзь Игор", 4. Рыхтик Фёдор Григорьевич майер МВД.5.Мокренчук Фёдор  Леонидович старший следователь первого следственного комитета МВД. 6 Невмержицкий Николай Ильич подполковник МВД,

## Транспортная сеть
Транспортные связи по местной, затем автомобильной дороге Валавск — Лельчицы. Планировка состоит из почти прямолинейной широтной улицы, застроенной двусторонне деревянными крестьянскими усадьбами.

## История
Согласно письменным источникам известна с XIX века как селение в Мозырском уезде Минской губернии. Согласно переписи 1897 года действовала смолокурня. В 1930 году организован колхоз. Во время Великой Отечественной войны в июле 1943 года оккупанты сожгли деревню и убили 5 жителей. Согласно переписи 1959 года в составе колхоза имени В. И. Ленина (центр — городской посёлок Лельчицы).
До 1 декабря 2013 года деревня в составе Гребеневского сельсовета.

## Население

### Численность
- 2004 год — 22 хозяйства, 35 жителей.

### Динамика
- 1897 год — 11 дворов, 56 жителей (согласно переписи).
- 1921 год — 25 дворов, 104 жителя.
- 1925 год — 31 двор.
- 1940 год — 40 дворов, 157 жителей.
- 1959 год — 221 житель (согласно переписи).
- 2004 год — 22 хозяйства, 35 жителей.